# ترانه‌شناسی حمیرا

## آلبوم‌ها

### مجموعه گل‌های رنگارنگ و آثار کلاسیک
| نام ترانه                                                             | ترانه‌سرا             | آهنگساز        | تنظیم                 | دستگاه / مایه موسیقی | برنامه                  | سال        |
| --------------------------------------------------------------------- | -------------------- | -------------- | --------------------- | -------------------- | ----------------------- | ---------- |
| صبرم عطا کن                                                           | بیژن ترقی            | علی تجویدی     | علی تجویدی            | سه گاه               | شما و رادیو             | ۱۳۴۴       |
| سرگردان                                                               | بیژن ترقی            | علی تجویدی     | علی تجویدی            | همایون               | شما و رادیو             | ۱۳۴۴       |
| دیگر چه خواهی (تا با تو بودم شادم نکردی)                              | رهی معیری            | علی تجویدی     | علی تجویدی            | شور                  | گلهای رنگارنگ شماره ۴۱۷ | پائیز ۱۳۴۵ |
| پشیمانم                                                               | بیژن ترقی            | علی تجویدی     | علی تجویدی            | همایون               | گلهای رنگارنگ شماره ۴۳۳ | بهار ۱۳۴۶  |
| با دل من، مهربان شو (با دل من، این ندیده وفا...)                      | بیژن ترقی            | پرویز یاحقی    | پرویز یاحقی           | افشاری               | گلهای رنگارنگ شماره ۴۶۰ | ۱۳۴۷       |
| مرا نفریبی (تو بمانی)                                                 | بیژن ترقی            | پرویز یاحقی    | پرویز یاحقی           | سه گاه               | گلهای رنگارنگ شماره ۴۷۱ | ۱۳۴۷       |
| بلا دیدم از دل (محبت) (خدایا تو دانی)                                 | بیژن ترقی            | پرویز یاحقی    | پرویز یاحقی           | شور                  | گلهای رنگارنگ شماره ۴۹۰ | ۱۳۴۷       |
| شهنشاها                                                               | رهی معیری            | علی تجویدی     |                       | ماهور                | گلهای رنگارنگ شماره ۴۴۸ |            |
| به دنبال دل (من طالب وصلت نبودم)                                      | رحیم معینی کرمانشاهی | علی تجویدی     |                       |                      |                         | ۱۳۴۵       |
| بهار نو رسیده                                                         | بیژن ترقی            | پرویز یاحقی    | جواد معروفی           | همایون               | گلهای رنگارنگ شماره ۵۰۰ | ۱۳۴۸       |
| بهار عشق من                                                           | بیژن ترقی            | پرویز یاحقی    |                       | سه گاه               | گلهای رنگارنگ شماره ۵۱۸ | ۱۳۴۹       |
| بگو چه بگویم                                                          | بیژن ترقی            | پرویز یاحقی    |                       | شور                  | گلهای رنگارنگ شماره ۵۷۰ | ۱۳۵۱       |
| مرا تنها نگذاری                                                       | بیژن ترقی            | پرویز یاحقی    |                       | شوشتری               | گلهای رنگارنگ شماره ۵۳۸ | ۱۳۴۹       |
| می عاشقانه                                                            | بیژن ترقی            | پرویز یاحقی    |                       |                      |                         | ۱۳۵۱       |
| پنجره‌ای به باغ گل                                                     | بیژن ترقی            | پرویز یاحقی    |                       |                      |                         | ۱۳۵۲       |
| خونه خرابت می‌کنه عاشقی                                                | بیژن ترقی            | پرویز یاحقی    |                       |                      |                         | ۱۳۵۰       |
| دل شکنی گناهه                                                         | بیژن ترقی            | پرویز یاحقی    |                       | چهارمضراب شور        |                         | ۱۳۵۰       |
| حدیث چشم او                                                           | بیژن ترقی            | پرویز یاحقی    |                       |                      |                         |            |
| با دلم مهربان شو                                                      | بیژن ترقی            | پرویز یاحقی    |                       |                      |                         | ۱۳۴۵       |
| به خاطر تو                                                            | بیژن ترقی            | پرویز یاحقی    |                       |                      |                         | ۱۳۵۲       |
| یار حق ناشناس                                                         | بیژن ترقی            | پرویز یاحقی    |                       |                      |                         | ۱۳۵۲       |
| درد دلم بشنو                                                          | بیژن ترقی            | پرویز یاحقی    |                       |                      |                         | ۱۳۵۳       |
| نسیم مهربونی (کاشکی غم و دردمون...)                                   | بیژن ترقی            | پرویز یاحقی    |                       |                      |                         | ۱۳۵۳       |
| صید دل (بازخوانی تصنیفی با صدای ملوک ضرابی)                           | حافظ                 | اسماعیل مهرتاش | پرویز یاحقی           |                      |                         |            |
| برای روح‌انگیز (دل خون شد از امید) \| بازخوانی تصنیفی با صدای روح‌انگیز | هلالی جغتایی         |                | پرویز یاحقی           | دشتی                 |                         | ۱۳۴۹       |
| عهدشکن(بازخوانی تصنیفی با صدای روح‌انگیز)                              | حسین گل‌گلاب          | حسین یاحقی     | پرویز یاحقی           |                      |                         |            |
| ترسم فراموشم کنی                                                      | فضل‌الله توکل         | فضل‌الله توکل   |                       |                      |                         | ۱۳۵۱       |
| خواهم که رسوا بشی                                                     | فضل‌الله توکل         | فضل‌الله توکل   |                       |                      |                         | ۱۳۵۱       |
| آسمون (با دلم تو هم‌زبونی)                                             | هما میرافشار         | فضل‌الله توکل   | ویولون از پرویز یاحقی | شور                  |                         | ۱۳۵۱       |
| صدای دل (دل خسته)                                                     | بیژن ترقی            | حمیرا          |                       |                      |                         | ۱۳۵۲       |
| گذشتم (از تو ای نامهربون گذشتم)                                       | هما میرافشار         | پرویز یاحقی    |                       |                      |                         | ۱۳۵۱       |
| دلت میاد                                                              | هما میرافشار         | حمیرا          | پرویز یاحقی           |                      |                         | ۱۳۵۲       |
| کیست این پنهان مرا در جان و تن                                        | عمان سامانی          |                |                       |                      |                         |            |
| یگانه                                                                 | ابوالحسن میلانی      | صدرالدین مهوان | مجتبی میرزاده         |                      |                         | ۱۳۵۵       |

### گذشته
- آلبوم گردآوری شده در سال ۱۳۷۲

| نام ترانه                                | ترانه‌سرا       | آهنگساز                        | تنظیم          | انتشار |
| ---------------------------------------- | -------------- | ------------------------------ | -------------- | ------ |
| ساز شکسته                                | هما میرافشار   | حمیرا                          | اسدالله ملک    | ۱۳۵۳   |
| باور ندارم (می‌گفتی که جز تو...)          | هما میرافشار   | اسدالله ملک                    | اسدالله ملک    | ۱۳۵۵   |
| بی وفایی                                 | هما میرافشار   | اسدالله ملک                    | اسدالله ملک    | ۱۳۵۵   |
| دل شکسته (دلی که شکست)                   | رضا گرگین‌زاده  | صدرالدین مهوان - رضا گرگین‌زاده | مجتبی میرزاده  | ۱۳۵۴   |
| بیگانه (دیوار سنگی)                      | محمدعلی بهمنی  | صدرالدین مهوان                 | صدرالدین مهوان | ۱۳۵۵   |
| دیوونتم                                  | هما میرافشار   | محمد حیدری                     | مجتبی میرزاده  | ۱۳۵۶   |
| گذشته                                    | هما میرافشار   | محمد حیدری                     | محمد حیدری     | ۱۳۵۶   |
| راه جدایی (ای آشنای خوبم)                | محمدعلی بهمنی  | صدراالدین مهوان                | صدرالدین مهوان | ۱۳۵۵   |
| وقتی که تو رفتی                          | جهانبخش پازوکی | جهانبخش پازوکی                 | مجتبی میرزاده  | ۱۳۵۶   |
| وای وای (توشهٔ مهربونی)                   | جهانبخش پازوکی | جهانبخش پازوکی                 | جهانبخش پازوکی | ۱۳۵۷   |
| زمزمه (بمون بمون که تو از همه عاشقا سری) | منصور تهرانی   | حسن شماعی‌زاده                  | مجتبی میرزاده  | ۱۳۵۶   |

### بهار زندگی[۱]
- آلبوم گردآوری شده در سال ۱۳۷۲

| نام ترانه                           | ترانه‌سرا       | آهنگساز        | تنظیم          | انتشار |
| ----------------------------------- | -------------- | -------------- | -------------- | ------ |
| ساز خاموش (عشق من و تو حکایتی بود)  | هما میرافشار   | حمیرا          | اسدالله ملک    | ۱۳۵۳   |
| بی‌نهایت                             | هما میرافشار   | اسدالله ملک    | جواد معروفی    | ۱۳۵۳   |
| بهار زندگی                          | جهانبخش پازوکی | جهانبخش پازوکی | جهانبخش پازوکی | ۱۳۵۳   |
| قاصدک                               | محمدعلی بهمنی  | رضا گرگین‌زاده  | مجتبی میرزاده  | ۱۳۵۵   |
| مقدس                                | آذر صراف‌پور    | محمد حیدری     | محمد حیدری     | ۱۳۵۵   |
| تو دل من غم فراوونه                 |                | رضا گرگین‌زاده  | مجتبی میرزاده  | ۱۳۵۵   |
| الهی بمیری                          | هما میرافشار   | اسدالله ملک    | اسدالله ملک    | ۱۳۵۳   |
| بی تو هیچم (همراه با فریدون فرخزاد) | هما میرافشار   | محمد حیدری     | ناصر چشم‌آذر    | ۱۳۵۶   |

### همزبونم باش (۱۳۵۷)
| نام ترانه               | ترانه‌سرا         | آهنگساز          | تنظیم          | انتشار |
| ----------------------- | ---------------- | ---------------- | -------------- | ------ |
| مسافر غریب              | شهین حنانه       | صادق نوجوکی      | خسرو پیشکاری   | ۱۳۵۷   |
| شب عاشق                 | روح‌انگیز بنیادلو | تورج شعبانخانی   | داوود اردلان   | ۱۳۵۷   |
| همزبونم باش             | هما میرافشار     | ناصر چشم‌آذر      | ناصر چشم‌آذر    | ۱۳۵۷   |
| دوسِت دارم               | بیژن سمندر       | محمود قراملکی    | محمود قراملکی  | ۱۳۵۶   |
| هوای قفس                | محمدعلی بهمنی    | عطاالله خرم      | مجتبی میرزاده  | ۱۳۵۶   |
| باختن                   | علی رمضانی       | صدرالدین مهوان   | مجتبی میرزاده  | ۱۳۵۵   |
| سکوت                    | علی رمضانی       | صدرالدین مهوان   | مجتبی میرزاده  | ۱۳۵۵   |
| جدول                    | پدرام            | حسین صمدی        | حسین صمدی      | ۱۳۵۵   |
| چشم به راه              | هما میرافشار     | حبیب‌الله بدیعی   | حبیب‌الله بدیعی | ۱۳۵۵   |
| دنیا دنیا               | هما میرافشار     | انوشیروان روحانی | مجتبی میرزاده  | ۱۳۵۶   |
| باز شب اومد             | امان منطقی       | انوشیروان روحانی | مجتبی میرزاده  | ۱۳۵۴   |
| بی‌قرار (دلم تنگه کجایی) | هما میرافشار     | انوشیروان روحانی | مجتبی میرزاده  | ۱۳۵۴   |

### شرم و شکایت (۱۹۸۳/۱۳۶۲)[۲]
| نام ترانه        | ترانه‌سرا          | آهنگساز      | تنظیم                  |
| ---------------- | ----------------- | ------------ | ---------------------- |
| آهو              | همایون هوشیارنژاد | عطاءالله خرم | فرخ آهی و فیروزه افشار |
| شرم              | خرم               | عطاءالله خرم | فرخ آهی و فیروزه افشار |
| دل درد دیده      | شهین حنانه        | عطاءالله خرم | فرخ آهی و فیروزه افشار |
| تهرون            | عطاءالله خرم      | عطاءالله خرم | فرخ آهی و فیروزه افشار |
| برای تو تنگه دلم | عطاءالله خرم      | عطاءالله خرم | مجتبی میرزاده          |
| شکایت            | ابوالقاسم اعلامی  | عطاءالله خرم | عطاءالله خرم           |

### برای تو (دریا کنار) (۱۹۸۶/۱۳۶۵)[۳]
| نام ترانه       | ترانه‌سرا         | آهنگساز             | تنظیم         |
| --------------- | ---------------- | ------------------- | ------------- |
| ای داد بیداد    | لیلا کسری (هدیه) | کاظم رزازان         | کاظم رزازان   |
| عشق زیاد (حسود) | بیژن سمندر       | حسن شماعی‌زاده       | منوچهر چشم‌آذر |
| مهربونیت قشنگه  | هوشنگ طیار       | درویش مصطفی جاویدان | کاظم رزازان   |
| دریا کنار       | لیلا کسری (هدیه) | کاظم رزازان         | منوچهر چشم‌آذر |
| تلفن            | بیژن سمندر       | کاظم رزازان         | منوچهر چشم‌آذر |
| واست می‌میرم     | لیلا کسری (هدیه) | کاظم رزازان         | منوچهر چشم‌آذر |

### گلبرگ (۱۹۸۷/۱۳۶۶)[۴]
| نام ترانه                 | ترانه‌سرا         | آهنگساز            | تنظیم         |
| ------------------------- | ---------------- | ------------------ | ------------- |
| وقتی که عشق می‌یاد         | معینی کرمانشاهی  | علی تجویدی         | احمد پژمان    |
| شب پرستاره                | لیلا کسری (هدیه) | منوچهر چشم‌آذر      | منوچهر چشم‌آذر |
| چهارمضراب (عشقم تو کجایی) | لیلا کسری (هدیه) | علی تجویدی / حمیرا | کاظم رزازان   |
| عاشقم من                  | بیژن سمندر       | مجید قربانی        | مجید قربانی   |
| صدامو گوش بده             | لیلا کسری (هدیه) | صادق نوجوکی        | صادق نوجوکی   |

### بهار بهاره (۱۹۸۸/۱۳۶۷)[۵]
| نام ترانه        | ترانه‌سرا         | آهنگساز       | تنظیم         |
| ---------------- | ---------------- | ------------- | ------------- |
| سرگردون          | لیلا کسری (هدیه) | منوچهر چشم‌آذر | منوچهر چشم‌آذر |
| پیرت بسوزه عاشقی | هما میرافشار     | محمد حیدری    | بیژن مرتضوی   |
| پشیمون           | لیلا کسری (هدیه) | صادق نوجوکی   | صادق نوجوکی   |
| عزیزترین         | لیلا کسری (هدیه) | منوچهر چشم‌آذر | منوچهر چشم‌آذر |
| بهار بهاره امسال | مسعود امینی      | منوچهر چشم‌آذر | منوچهر چشم‌آذر |

### انتظار (۱۹۹۰/۱۳۶۹)[۶]
| نام ترانه       | ترانه‌سرا        | آهنگساز        | تنظیم         |
| --------------- | --------------- | -------------- | ------------- |
| ده بهار         | جهانبخش پازوکی  | جهانبخش پازوکی | کاظم عالمی    |
| چوبکاری         | هما میرافشار    | کاظم رزازان    | آندرانیک      |
| بیقرار          | هما میرافشار    | منوچهر چشم‌آذر  | منوچهر چشم‌آذر |
| شمال            | هما میرافشار    | محمد مقدم      | محمد مقدم     |
| دور از دیار     | معینی کرمانشاهی | علی تجویدی     | کاظم عالمی    |
| بذار عاشقت باشم | جهانبخش پازوکی  | جهانبخش پازوکی | کاظم عالمی    |

### قناری (۱۹۹۱/۱۳۷۰)[۷]
| نام ترانه                    | ترانه‌سرا         | آهنگساز       | تنظیم       | سال انتشار |
| ---------------------------- | ---------------- | ------------- | ----------- | ---------- |
| دل دیوونه                    | ایرج رزمجو       | صادق نوجوکی   | صادق نوجوکی | ۱۳۶۲       |
| عالم عشق                     | لیلا کسری (هدیه) | صادق نوجوکی   | صادق نوجوکی | ۱۳۶۳       |
| اینه دنیا                    | لیلا کسری (هدیه) | فرید زلاند    | آندرانیک    | ۱۳۶۴       |
| امید                         | ایرج رزمجو       | صادق نوجوکی   | صادق نوجوکی | ۱۳۶۲       |
| قناری                        | مسعود امینی      | کاظم رزازان   | کاظم رزازان | ۱۳۶۴       |
| بهار                         | مسعود امینی      | کاظم رزازان   | کاظم رزازان | ۱۳۶۴       |
| کوچ (همراه با حسن شماعی‌زاده) | فریدون علیخانی   | حسن شماعی‌زاده | نوید نحوی   | ۱۳۶۴       |

### درویشان (۱۹۹۲/۱۳۷۱)[۸]
این آلبوم توسط کامل علی‌پور نوازنده تار مقیم آمریکا آهنگسازی شده‌است.
| نام ترانه               | ترانه‌سرا          | آهنگساز     | تنظیم       |
| ----------------------- | ----------------- | ----------- | ----------- |
| رفیقان طریقت            | سیدعلی اشرف صادقی | کامل علی‌پور | کامل علی‌پور |
| درویشان                 | شمس تبریزی        | کامل علی‌پور | کامل علی‌پور |
| آواز                    | حافظ              | کامل علی‌پور | کامل علی‌پور |
| الهی دشمنت را خسته بینم | باباطاهر          | کامل علی‌پور | کامل علی‌پور |
| از دست عشق              | عبدالقادر گیلانی  | کامل علی‌پور | کامل علی‌پور |

### بهار عشق (۱۹۹۳/۱۳۷۲)[۹]
| نام ترانه      | ترانه‌سرا       | آهنگساز        | تنظیم         |
| -------------- | -------------- | -------------- | ------------- |
| در جستجو       | جهانبخش پازوکی | جهانبخش پازوکی | منوچهر چشم‌آذر |
| آزار داشت      | مسعود فردمنش   | مسعود فردمنش   | منوچهر چشم‌آذر |
| عشق منی تو     | بیژن سمندر     | آندرانیک       | آندرانیک      |
| یادش بخیر      | لیلا کسری      | حمیرا          | کاظم رزازان   |
| عطر نگاه       | هما میرافشار   | کیومرث سلیم‌پور | کاظم عالمی    |
| برگرد بیا خونه | هما میرافشار   | محمد مقدم      | محمد مقدم     |

### منتظر به راه (۱۹۹۴/۱۳۷۳)[۱۰]
| نام ترانه         | ترانه‌سرا       | آهنگساز        | تنظیم       |
| ----------------- | -------------- | -------------- | ----------- |
| ای بخت            | جهانبخش پازوکی | جهانبخش پازوکی | کاظم عالمی  |
| وقتی که رفتی مُردم | مسعود فردمنش   | داود بهبودی    | کاظم عالمی  |
| سفر کرده          | بیژن ترقی      | علی تجویدی     | محمد حیدری  |
| منتظر به راه      | هما میرافشار   | محمد حیدری     | محمد حیدری  |
| دل سپرده          | مسعود فردمنش   | مسعود فردمنش   | داود اردلان |
| باور ندارم        | مسعود عطائی    | مسعود عطائی    | عماد رام    |

### عشق و عرفان (۱۹۹۶/۱۳۷۵)[۱۱]
آهنگ خام این آلبوم در ایران توسط گروه مولانا به سرپرستی و آهنگسازی محمد جلیل عندلیبی نواخته شده‌است. تاکنون بازخوانی‌های زیادی از اکثر ترانه‌های این آلبوم شده‌است.
| نام ترانه    | ترانه‌سرا              | آهنگساز           | تنظیم             |
| ------------ | --------------------- | ----------------- | ----------------- |
| نگارا        | فخرالدین عراقی        | محمد جلیل عندلیبی | محمد جلیل عندلیبی |
| از دست عشق   | عبدالقادر گیلانی      | محمد جلیل عندلیبی | محمد جلیل عندلیبی |
| دل خونه خونه | هستی                  | محمد جلیل عندلیبی | محمد جلیل عندلیبی |
| محمد         | خواجه معین الدین چشتی | محمد جلیل عندلیبی | محمد جلیل عندلیبی |
| هجران        | هاتف اصفهانی          | محمد جلیل عندلیبی | محمد جلیل عندلیبی |
| تنهایی       | هستی                  | محمد جلیل عندلیبی | محمد جلیل عندلیبی |

### سرنوشت (۱۹۹۸/۱۳۷۷)[۱۲]
| نام ترانه   | ترانه‌سرا       | آهنگساز        | تنظیم         |
| ----------- | -------------- | -------------- | ------------- |
| اون دیار    | بابک رادمنش    | بابک رادمنش    | بابک رادمنش   |
| سرنوشت      | جهانبخش پازوکی | جهانبخش پازوکی | کاظم عالمی    |
| جاده        | مسعود فردمنش   | مسعود فردمنش   | منوچهر چشم‌آذر |
| چشم انتظاری | هما میرافشار   | محمد حیدری     | محمد حیدری    |
| دو عاشق     | جهانبخش پازوکی | جهانبخش پازوکی | کاظم عالمی    |
| تبریک نوروز | بابک رادمنش    | بابک رادمنش    | بابک رادمنش   |

### خواب و خیال (۱۹۹۹/۱۳۷۸)[۱۳]
| نام ترانه       | ترانه‌سرا    | آهنگساز     | تنظیم       |
| --------------- | ----------- | ----------- | ----------- |
| خاطرات شمال     | بابک رادمنش | بابک رادمنش | بابک رادمنش |
| شهر و دیار      | بابک رادمنش | بابک رادمنش | بابک رادمنش |
| رسم زمونه       | بابک رادمنش | بابک رادمنش | بابک رادمنش |
| جدایی           | بابک رادمنش | بابک رادمنش | بابک رادمنش |
| قبله سجود       | بابک رادمنش | بابک رادمنش | بابک رادمنش |
| عاشق‌تر از همیشه | بابک رادمنش | بابک رادمنش | بابک رادمنش |

### هدیه (۲۰۰۱/۱۳۸۰)
| نام ترانه           | ترانه‌سرا    | آهنگساز     | تنظیم       |
| ------------------- | ----------- | ----------- | ----------- |
| خونمو میخوام        | بابک رادمنش | بابک رادمنش | بابک رادمنش |
| بخند به روی دنیا    | بابک رادمنش | بابک رادمنش | بابک رادمنش |
| دوره دوره           | بابک رادمنش | بابک رادمنش | بابک رادمنش |
| شبهای کردستان       | بابک رادمنش | بابک رادمنش | بابک رادمنش |
| دیدار عزیزان        | بابک رادمنش | بابک رادمنش | بابک رادمنش |
| بار دگر صبرم عطا کن | بابک رادمنش | بابک رادمنش | بابک رادمنش |

### مهتاب عشق (۲۰۰۴/۱۳۸۳)[۱۴]
| نام ترانه        | ترانه‌سرا    | آهنگساز     | تنظیم       |
| ---------------- | ----------- | ----------- | ----------- |
| بی‌نیازی          | بابک رادمنش | بابک رادمنش | بابک رادمنش |
| پله پله          | بابک رادمنش | بابک رادمنش | بابک رادمنش |
| امان از درد دوری | بابک رادمنش | بابک رادمنش | بابک رادمنش |
| مهتاب عشق        | بابک رادمنش | بابک رادمنش | بابک رادمنش |
| دل عاشق          | بابک رادمنش | بابک رادمنش | بابک رادمنش |
| لحظه خداحافظی    | بابک رادمنش | بابک رادمنش | بابک رادمنش |

## تک‌آهنگ‌ها[۱۵]
| نام ترانه       | ترانه‌سرا             | آهنگساز     | تنظیم       | سال       |
| --------------- | -------------------- | ----------- | ----------- | --------- |
| خالی و تنها     | هما میرافشار         | آندرانیک    | آندرانیک    | ۱۳۶۹ ۱۹۹۰ |
| الله اکبر       | هما میرافشار         |             | کاظم رزازان | ۱۳۶۹ ۱۹۹۱ |
| جهان خواران     | بابک رادمنش          | بابک رادمنش | بابک رادمنش | ۱۳۸۸ ۲۰۰۹ |
| تو بودی         | بیژن ترقی            | علی تجویدی  | کاظم عالمی  | ۱۳۹۶ ۲۰۱۷ |
| شمع بی پروانه   | رحیم معینی کرمانشاهی | علی تجویدی  | بابک رادمنش | ۱۳۹۶ ۲۰۱۸ |
| شادی زندگی تویی | بابک صحرایی          | راشا تقی‌پور | راشا تقی‌پور | ۱۳۹۶ ۲۰۱۸ |